# North Jakarta Intercultural School
North Jakarta Intercultural School （NJIS）、 旧North Jakarta International School は、インドネシアのジャカルタ、クラパカディンにある私立インターナショナル・スクールである。この学校は、アメリカ系の国際バカロレア認定インターナショナルスクールである。

## 歴史
NJISは1990年1月に設立され、インドネシア教育省より認可を受け、ジャカルタに居住する駐在員および地元住民の子供たちに学校教育を提供している。この学校は非営利社会財団として設立され、幼稚園から高校生までの生徒を対象とした、男女共学のインターナショナルスクールである。NJISは東アジア地域学校評議会（EARCOS）のメンバーである。2020年、NJISは、国際バカロレア認定校として初めて登録され、
PYP（小学1年生から5年生まで）、
MYP（小学6年生から高校1年生まで）
DP（高校2年生から3年生まで）
の認定を受け、またWASC（Western Association of Schools and Colleges）の学校認定委員会からも認定を受けている。DPでは米国カレッジボードのAPカレッジ単位を取得することができる。生徒数は約242名、国籍は16か国で、幼稚園生から高校生までが在籍している。
NJISはアメリカ系の国際バカロレア(IB)を提供している。アメリカのコモン・コア・カリキュラムに基づいたカレッジ・プレースメント・プログラムを提供し、アドバンスト・プレースメント・コースとディプロマを取得できる。
授業は英語で行われ、追加言語として中国語とインドネシア語の授業がある。NJISの教員は海外採用か現地採用で、インドネシア国籍の教員の方が外国籍の教員よりも多い。すべての教師は少なくとも学士号を持ち、5年以上の教師経験があり、すべての教員は、公認・認定された大学の認定を受けている。ほとんどの教員が修士号を取得している。

## キャンパス
2012年、同校はJl.Boulevard Bukit Gading Raya, Kelapa Gading Jakarta Utara,の20,000平方メートルの新校舎に移転した。西ジャカルタと南ジャカルタからのアクセスが便利な高速道路がNJISの近くに走っている。